# Freddy Fazbear’s Pizzeria Simulator
Freddy Fazbear’s Pizzeria Simulator (с англ. — «Симулятор пиццерии Фредди Фазбера») — независимая компьютерная игра в жанрах point-and-click и survival horror, разработанная и изданная в 2017 году американским игровым дизайнером Скоттом Коутоном. Шестая часть во франшизе Five Nights at Freddy’s. Действия игры происходят в недалёком будущем, где открывается новая пиццерия «Фредди Фазбера», которую игрок может кастомизировать и получать рейтинг. Задача игрока — собрать всех 4 одержимых роботов. Для истинной концовки, Майкл должен собрать всех аниматроников, после чего пиццерию поджигают, чтобы души большинства роботов и остаток одного робота покинули свои тела и отправились в рай, а душа Афтона — в ад.
Официальный анонс шестой части состоялся в июне 2017 года на веб-сайте Скотта Коутона, после чего к игре было выпущено несколько трейлеров и тизеров. Freddy Fazbear’s Pizzeria Simulator была выпущена 4 декабря 2017 года на Windows, 13 августа следующего года она была портирована на iOS и Android. В октябре 2020 года Freddy Fazbear’s Pizzeria Simulator была портирована на консоли Xbox One и Nintendo Switch, а 31 марта 2021 года на PlayStation 4.

## Игровой процесс
Игра начинается с короткой 8-битной мини-игры, в которой игрок управляет Фредди Фазбером. Цель игры — собирать пиццу и отправлять её клиентам. Затем появляется тёмный Фредди, который становится препятствием. После этого мини-игра заканчивается, и игрок переходит к обучению.
Здесь игрок оказывается сидящим за столом с кассетным магнитофоном и листом бумаги. Напротив него будет сидеть Разрушенная Бейби — перестроенная версия Цирковой Бейби (во время первой (обучающей) проверки она не будет представлять угрозу и в основной геймплей она не добавится). Кассетный парень включает несколько звуковых шумов, чтобы проверить реакцию аниматроника, после чего происходит переход в меню игры.
Первая часть игры требует от игрока, который играет за Майкла, покупать предметы из магазина, оборудовать свою пиццерию, чтобы продвигать свой бизнес
Вторая часть игры — стандартный режим. Игрок находится в тёмном кабинете с терминалом и двумя вентиляционными проходами по бокам. Цель этой части заключается в том, чтобы выполнить все задачи, перечисленные на терминале, и не стать жертвой аниматроников. Ограничений по времени нет.
После каждой пройденной ночи игрок попадает в комнату спасения, где ему будет представлен аниматроник, который был найден в аллее: Скраптрап (Уильям Афтон, Сплавленный Фредди, Разрушенная Бейби и Лефти. Игроку будет предоставлен выбор, нужно ли спасать или вернуть их на аллею. «Спасение» аниматроника даст бонус дохода. Возвращение аниматроника обратно на аллею не принесёт никаких бонусов, и аниматроник не попадёт в пиццерию.
Во время «спасения» аниматроника необходимо следить за тем, чтобы он не двинулся к игроку слишком близко, в противном случае он нападёт на вас, и доход от бонуса будет потерян, однако аниматроник всё равно будет продолжать охоту на игрока уже в офисе. Аниматроники имеют 3 позы, за которыми необходимо постоянно наблюдать после каждого поднятия списка, иначе игрок будет атакован. Игрок может использовать тазер, чтобы вернуть аниматроника в стабильное положение, но каждое третье использование снижает бонус дохода. Если игрок «спасёт» аниматроника, то ночью придётся отбиваться от него. Это делается путем выключения терминала и вентилятора, но последнее приведёт к повышению температуры. Если температура в офисе достигнет 120 градусов по Фаренгейту, игрок погибнет. Включение вентилятора снижает температуру, но вызывает шум, приманивая аниматроника в офис.
Если аниматроник находится в вентиляционном отверстии, игрок может осветить его фонариком и выиграть время. Можно использовать звук, чтобы заманить аниматроника подальше. Если игрок принимает какие-либо спонсорские предложения, он получает дополнительную сумму денег, однако реклама, представляющая собой pop-up окно, может появляться на экране терминала, создавая больше шума и блокируя доступ к терминалу в течение некоторого времени.

## Сюжет
Через некоторое время после пожара в аттракционе страха «Ужас Фазбера» из третьей части, бывший партнёр серийного убийцы Уильяма Афтона, Генри Эмили, решает закончить начатую Афтоном историю. Он открывает новый ресторан — Freddy Fazbear’s Pizza Place, с целью заманить, поймать и уничтожить абсолютно всех оставшихся одержимых аниматроников в одном месте. Он создаёт специальную лабиринт-ловушку под пиццерией, чтобы спрятать туда аниматроников, а также распускает некий зов, который должен с помощью специальных радиочастот, заманить их в пиццерию-ловушку. Также, Генри создаёт аниматроника Лефти, который должен найти и поймать Марионетку, пережившую пожар в хоррор-аттракционе. На работу в пиццерию нанимается Майкл Афтон в качестве владельца пиццерией.
На зов откликаются четверо роботов: разделившиеся на Разрушенную Бейби и Сплавленного Фредди остатки Эннарда, переживший пожар поломанный Спрингтрап, более известный как Скраптрап, который догадался, что это ловушка, но пошёл на «зов» из любопытства; и Лефти, успешно поймавший Марионетку. Все они по одному собираются около пиццерии на аллее, которых подбирает Майкл и прячет в лабиринте, согласно пунктам параграфа 4. В конце игры, Генри устраивает в лабиринте пожар. Оказывается, что всё это время Марионетка была одержима душой его дочери Чарли, которую убил Уильям. Он просит у неё прощения за то, что не был рядом в тот день, когда её оставили умирать, и не смог спасти её. Также, он обращается к остальным одержимым аниматроникам, говоря, что он верит в то, что остальных может ждать упокоение, за исключением своего «старого друга» Уильяма, которого он просит не заставлять дьявола ждать его в аду. Генри и Майкл остаются в пожаре, героически погибая, думая, что закончили со всей трагической агонией.

## Критика
Freddy Fazbear’s Pizzeria Simulator получила в основном положительные оценки критиков.